# Idaea pulveraria
Idaea pulveraria är en fjärilsart som beskrevs av Pieter Cornelius Tobias Snellen 1872. Idaea pulveraria ingår i släktet Idaea och familjen mätare. Inga underarter finns listade i Catalogue of Life.